# Пежо тип 20
Пежо тип 20 (фр. Peugeot Type 20) је моторно возило произведено од 1897. до 1900. од стране француског произвођача аутомобила Пежо у њиховој фабрици у Оданкуру. У том раздобљу је укупно произведено 14 јединица.
Возило покреће двоцилиндрични четворотактни мотор постављен позади, а преко ланчаног склопа је пренет погон на задње точкове. Његова максимална снага била је 6-8 КС.
Тип 32 има међуосовинско растојање од 165 цм, а укупне дужине 270 цм и висине 225 цм. Облик каросерије је минибус и има места за осам особа.